# Pacaycasa (distrito)
Pacaycasa é um distrito do peru, departamento de Ayacucho, localizada na província de Huamanga.

## Transporte
O distrito de Pacaycasa é servido pela seguinte rodovia:
- PE-3S, que liga o distrito de La Oroya à Ponte Desaguadero (Fronteira Bolívia-Peru) - e a rodovia boliviana Ruta 1 - no distrito de Desaguadero (Região de Puno)
- PE-28B, que liga o distrito à cidade de Ayna
- PE-26B, que liga o distrito de Huancavelica (Região de Huancavelica) à cidade [1][2][3]